# Lista över ledamöter av Sveriges riksdags andra kammare 1937–1940
Ledamöter av Sveriges riksdags andra kammare 1937–1940. 
Kammarens sammansättning baserad på valresultatet vid valet 1936.

## Stockholms stad
- Gösta Bagge, partiledare, professor, h
- Erik Nylander, direktör, h
- Otto Holmdahl, generaldirektör, h
- Ebon Andersson, fil. lic., bibliotekarie, h
- Gustaf Arnemark, järnvägsbokhållare, h
- Torsten Henriksson, direktör, h
- John Bergvall, direktör, fp
- Oscar Bæckman, grosshandlare, fp
- Kerstin Hesselgren, f.d. yrkesinspektris, fp
- Jonas Arthur Engberg, statsråd, s
- Per Albin Hansson, statsminister, s
- Zäta Höglund, direktör tidningen Social-Demokraten, s
- Agda Östlund, tidigare sömmerska, s
- Ernst Eriksson, förste kontorist i Riksgäldsfullmäktige, s
- Frans Severin, tf statssekreterare, s
- Sigvard Cruse, förbundsordförande, s
- Ruth Gustafson, redaktör, s
- Carl Lindberg, ombudsman, s
- Karl Kilbom, chefredaktör Folkets Dagblad Politiken, k
- Arvid Ernst Olsson, redaktör, k, f. 1888

## Stockholms län
- Edvard Thorell, sågverksägare, h
- Ragnar Lundqvist, byråchef, h
- Henning Leo, generaldirektör, s
- Otto Wallén, lantbrukare, bf
- Gustav Mosesson, rektor, fp
- Martin Andersson i Igelboda, snickare, s
- Allan Andersson, småbrukare, s
- Eskil Eriksson, lantbrukssmed, s
- Nils Flyg, redaktör Folkets Dagblad Politiken, k
- Adolf Wallentheim, tf aktuarie, s

## Uppsala län
- Einar Sjögren, lantbruksskolföreståndare, h, f. 1887
- Carl Gustaf Olsson (senare Närlinge), lantbrukare, bf
- Åke Holmbäck, professor, fp
- Karl August Borg, snickare, s
- Vilhelm Lundstedt, professor civilrätt, s

## Södermanlands län
- Stig Janson, agronom, h
- Carl Johan Johansson, hemmansägare, s, f. 1867
- Johan Nilson, predikant Svenska Missionsförbundet, fp
- Conrad Jonsson, bankofullmäktig, s
- Erik Lundbom, lantbrukare, s
- Gustaf Larsson, sågverksarbetare, s
- Harald Andersson, lantbrukare, f. 1888

## Östergötlands län
- Ivar Anderson, redaktör, h
- Martin Skoglund, lantbrukare, h
- Ivar Johansson, lantbrukare, bf
- Karl Allan Westman, lantbrukare, bf
- Sven Olsson i Labbemåla, lantbrukare, fp
- Karl Ward, chefredaktör Östergötlands Folkblad, s
- Frans Ericson, f.d. smed, s
- Albert Hermansson, ombudsman, s
- Elsa Johansson, vävare, s
- Karl Falk, torpare, s
- Carl Hoppe, kontraktsprost, s

## Jönköpings län
- Torgil von Seth, greve, fideikommissarie, h
- Gustav Emil Andersson, hemmansägare, bf, f. 1890
- John Pettersson, lantbrukare, bf
- Oscar Johanson, lantbrukare, fp
- Oscar Carlström, lantbrukare, fp
- Oscar Dahlbäck, borgmästare, fp
- Abel Andersson, lantbrukare, s
- Edvin Gustafsson, banvakt, s, f. 1888
- Erik Fast, möbelsnickare, s

## Kronobergs län
- Oscar Nolin, lantbrukare, h
- Otto Magnusson, lantbrukare, h
- Hjalmar Svensson, lantbrukare, bf
- Victor Mattsson, lantbrukare, bf
- Herman Blomquist, landstingsman, s
- Hjalmar Gustafson, lantbrukare, s

## Kalmar län
- Torsten Lundell, kapten, h
- Sven Johansson, hemmansägare, h
- Arvid Jonsson, lantbrukare, bf
- Emil Gustafson i Vimmerby, lantbrukare, bf
- Oscar Tornegård, lantbrukare, bf
- Alfred Werner, lokförare, s
- Gustav Holm, lantarbetare, s
- Lars Lindén, f. 1898, folkskollärare, s
- Sigvard Ohlsson, murare, s

## Gotlands län
- Gustaf Svedman, redaktör Gotlänningen, h
- Theodor Gardell, hemmansägare, bf
- Karl Söderdahl, snickare, s

## Blekinge län
- Björn Frithiofsson Holmgren, kommendörkapten, h
- Tor Wolgast, folkhögskollärare, bf
- Ola Jeppsson, landshövding, fp
- Algot Törnkvist, chefredaktör Blekinge Folkblad, s
- Elof Hällgren, hamnföreståndare, s

## Kristianstads län
- Arvid Karlsson, lantbrukare, h
- Nestor Hammarlund, lantbrukare, bf
- Arvid de Geer, son till Louis De Geer, friherre, agronom, bf
- Anton Björklund, vagnsreparatör, s
- Ola Isacsson, kvarnarbetare, s
- Ragnar Barnekow, greve, godsägare
- Alfred Andersson, tegelbruksarbetare, s
- Blenda Björck, sömmerska, s
- Thorvald Ekdahl, folkskollärare, s

## Fyrstadskretsen
- Claes Lindskog, professor emeritus, h
- Sven Lundberg, direktör, h, f. 1889
- Erik Hagberg, chefredaktör Skånska Aftonbladet, h
- Allan Vougt, chefredaktör Arbetet, s
- Karl Bergström, chefredaktör Skånska Socialdemokraten, s
- Olof Andersson i Malmö, ombudsman SAP, s
- Tage Erlander, redaktionssekreterare, s
- Carl Lovén, konduktör, s
- Karl Nilsson, vaktmästare, s

## Malmöhus län
- Gösta Liedberg, f.d. byråchef, h
- Axel Pehrsson-Bramstorp, statsråd, partiledare, bf
- Janne Nilsson, lantbrukare, bf (till 1938)
  - ersatt av: Gustaf Edvard Lundgren, handelsträdgårdsmästare, bf, f. 1882 (från 1939)
- Gillis Olsson i Kullenbergstorp, lantbrukare, bf
- Alfred Nilsson, lantbrukare, fp
- Per Edvin Sköld, försvarsminister, s
- Olof Andersson i Höör, skomakare, s (avled 1938)
  - ersatt av: Åke Olofsson, redaktör, s (från 1938)
- Anders Paulsen, lantbrukare, s
- Olivia Nordgren, pensionssakkunnig, s
- Axel Landgren, fjärdingsman, s

## Hallands län
- Linus Andersson, lantbrukare, h
- Anders Pettersson, lantbrukare, bf
- Albin Eriksson (senare Toftered), lantbrukare, bf
- Axel Lindqvist, glasslipare, s
- Anders Birger Andersson, snickare, s, f. 1878
- Ragnar Persson, läderarbetare, s

## Göteborgs stad
- Edvard Lithander, verkställande direktör, h
- Arvid Hellberg, direktör, h
- Carl Gustav Tengström, lektor, fp
- Ernst Wigforss, finansminister, s
- Olof Nilsson i Göteborg, ombudsman, s
- Abel Sundberg, kontorist, s
- Evert Frankenberg, ombudsman, s (till 1937)
  - ersatt av: Märta Öberg, kassörska, s (från 1938)
- Knut Senander, tulltjänsteman, k
- Solveig Rönn-Christiansson, portvakt, k

## Göteborgs och Bohus läns landstingsområde
- Adolf Wallerius, prost, h
  - ersatt av: Frans Hansson, fiskare, h
- Ernst Staxäng (tidigare Olsson), lantbrukare, h
- Herman Andersson, lantbrukare, bf (till 1938)
  - ersatt av: Herbert Hermansson, lantbrukare, bf (från 1939)
- Oscar Osberg, lantbrukare, lib-fp
- Wiktor Mårtensson, överrevisor, s
- Gustaf Karlsson, redaktör, s
- Erik Johansson, fiskare, s
- Gösta Andersson, pappersbruksarbetare, s

## Älvsborgs län

### Norra valkretsen
- Axel Rubbestad, statsråd, bf
- Arthur Wilhelm Gustafsson (från 1938 Casenberg), godsägare, h
- Carl Petrus Olsson, banvakt, s
- August Danielsson, lantbrukare, fp
- John Gottfrid Hult, kommunalkamrerare, s, f. 1888
- Erik Larsson, lantbrukare, s

### Södra valkretsen
- Edvin Leffler, disponent, h
- David Larsson i Sätila, lantbrukare, s
- Arthur Ryberg, lantbrukare, bf
- Josef Weijne, folkskollärare, s
- John Ericsson i Kinna, statsråd, s

## Skaraborgs län
- Karl Magnusson i Skövde, ledamot i riksgäldsfullmäktige, h
- Folke Kyling, folkskollärare, h
- Gustav Hallagård (tidigare Johanson), lantbrukare, bf
- Aron Gustafsson, lantbrukare, bf
- Johannes Onsjö (tidigare Johansson), lantbrukare, bf
- Oscar Malmborg, folkskollärare, fp (1937)
  - ersatt av: Manfred Fredberg, fabrikör, fp (från 1938)
- Johan Persson i Tidaholm, tändsticksarbetare, s
- Axel Fält, lantbrukare, s
- Walter Sundström, folkskollärare, s

## Värmlands län
- Nils Persson i Grytterud, lantbrukare, h
- Oscar Werner, lantbrukare, bf
- John Gustaf Gerard de Geer, friherre, bergsingenjör, fp
- Carl Björling, fanjunkare, fp
- Harald Hallén, prost, s
- Herman Nordström, träarbetare, s
- August Spångberg, järnvägsman, s
- Emil Andersson, lantbrukare, s
- Gustaf Nilsson, redaktör, s
- Hildur Humla, s

## Örebro län
- Gunnar Persson i Falla, lantbrukare, h
- Ivar Pettersson, lantbrukare, bf
- Anders Råstock (tidigare Andersson), vice ordförande i riksgäldsfullmäktige, s
- Ernst Åqvist, direktör, fp
- Edvard Uddenberg, lägenhetsägare, s
- Gustav Hansson i Örebro, skoarbetare, s
- Axel Johansson, jordbruksarbetare, s
- Lars Lindahl, reparatör, s

## Västmanlands län
- Sven Andersson i Vigelsbo, lantbrukare, bf
- Thorwald Bergquist, borgmästare i Västerås, fp
- Emil Olovson, redaktör Västmanlands Folkblad, s
- Anton Eklund, stationskarl, s
- Bertil Andersson, lantarbetare, s
- David Gustavson, ombudsman SAP, s

## Kopparbergs län
- Birger Gezelius, advokat, h
- Jones Erik Andersson, hemmansägare, bf
- Gustaf Andersson, partiledare, statsråd, fp
- Robert Jansson, möbelsnickare, s
- Gustaf Pettersson (från 1945 Hellbacken), lantbrukare, s
- Evald Ericsson, småbrukare, s
- Verner Karlsson, gruvarbetare, s
- Fredrik Sundström, järnbruksarbetare, s
- Hildur Alvén, s

## Gävleborgs län
- Jonas Eriksson, hemmansägare, h, f. 1896
- Georg Nyblom, redaktör Hudiksvalls Tidning, bf
- Per Persson i Norrby, lantbrukare, bf
- Anders Hilding, hemmansägare, fp
- August Sävström, ombudsman, s
- Adolv Olsson, redaktör, s
- Fabian Månsson, fil. dr, s (avled 1938)
  - ersatt av: Carl Evald Magnusson i Näsviken, fabriksarbetare, s
- Per Leander Persson i Undersvik, Järvsö, hemmansägare, s, f. 1889
- Sigurd Lindholm, järnsvarvare, s
- Viktor Herou, lantbrukare, k

## Västernorrlands län
- Viktor Sandström, direktör, h
- Gerhard Strindlund, statsråd, bf
- Ivar Österström, redaktör, fp
- Ernst Berg, ombudsman SAP, s
- Erik Norén, lantbrukare, s
- Helmer Molander, ombudsman SAP, s
- Lars Jonsson, skogsarbetare, s
- Karl Mäler, chefredaktör Nya Norrland, s
- Emil Näsström, sågverksarbetare, s, f. 1900
- Axel Nordström, ombudsman SKP, k

## Jämtlands län
- Samuel Hedlund, sekreterare, h
- Verner Hedlund, fattigvårdskonsulent, s
- Nils Olsson i Rödningsberg, lantbrukare, s
- Wilhelm Annér, redaktör, fp
- Nils Larsson, folkskollärare, s

## Västerbottens län
- Ewald Lindmark, hemmansägare, h
- Eric Hansson, hemmansägare, h, f. 1880
- Helmer Johansson, lantbrukare, bf
- Evert Sandberg, lantbrukare, fp
- Axel Bæckström, kyrkoherde, fp, f. 1888 (avled 1938)
  - ersatt av:Andreas Nilsson i Norrlångträsk, handlande, fp (från 1939)
- Elof Lindberg, redaktör Västerbottens Folkblad, s
- Oscar Åkerström, sliperiarbetare, s
- Uddo Jacobson, handlande, s

## Norrbottens län
- Nils Erik Nilsson i Antnäs, hemmansägare, h
- Otto Silfverbrand, kassör, h
- Johan Johansson i Tväråselet, lantbrukare, bf
- Oscar Lövgren, chefredaktör Norrländska Socialdemokraten, s
- Karl Viklund, folkskollärare, s
- Ernst Hage, distriktskamrer, s
- Johan Brädefors, elmontör, k
- Hilding Hagberg, redaktör Norrskensflamman, k